# Copale

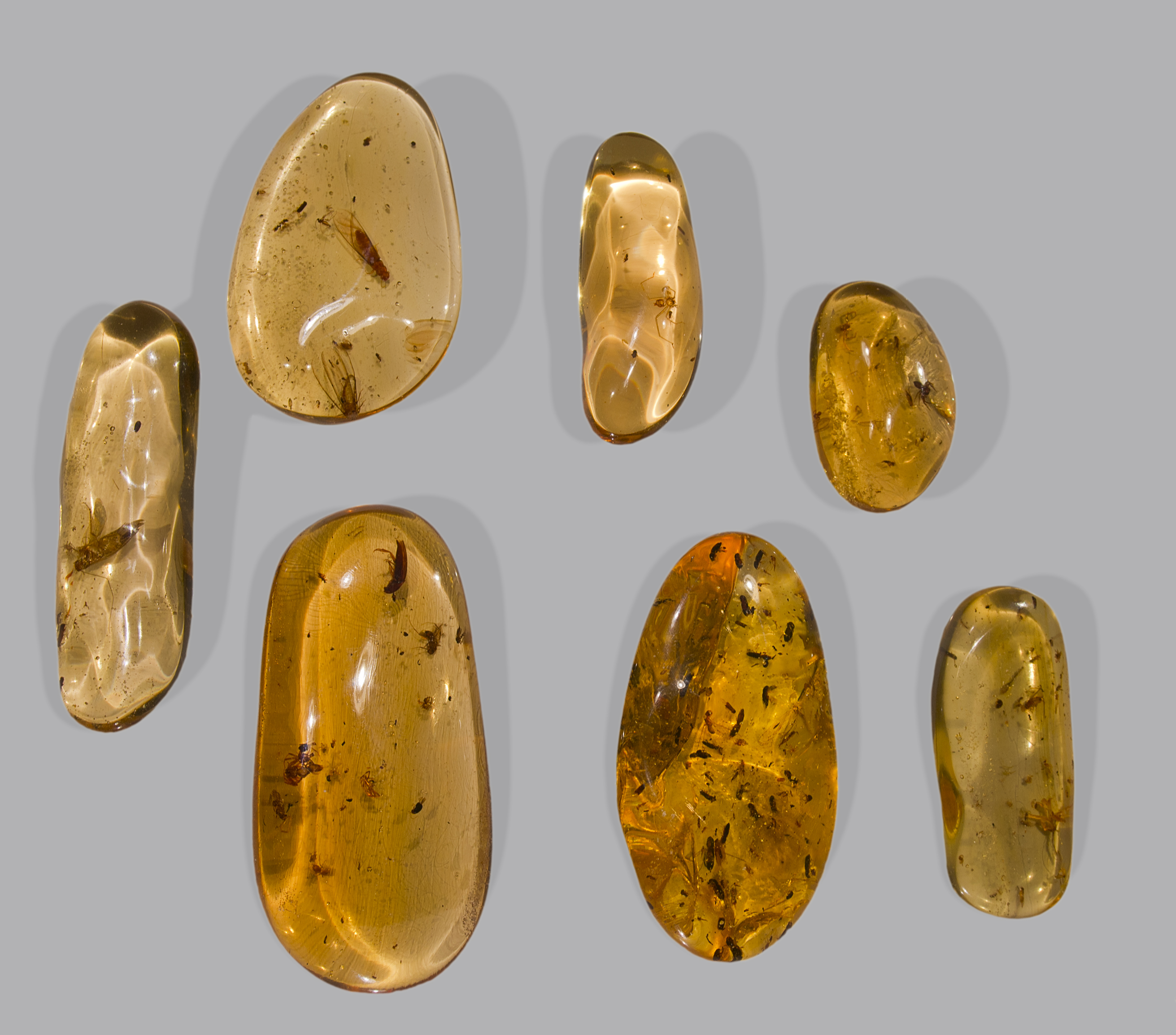
Copale del Madagascar

Il copàle (o coppàle) è la denominazione commerciale di una resina vegetale, subfossile o fossile, nota fin dall'antichità. Sul piano commerciale e gemmologico viene distinto dall'ambra, restringendo quest'ultima denominazione a resine fossili di età maggiore. Sul piano paleontologico, si tratta sempre di un resto organico. In mineralogia viene invece classificato come una sostanza amorfa appartenente alla classe mineralogica dei composti organici.

## Etimologia
Il nome deriva da copalli, una parola di lingua Nahuatl che significa incenso. Secondo la località o l'aspetto, è talvolta chiamato con nomi particolari: copal oro (Brasile), copal blanco (detto anche Protium copal) e copal negro (Mexico), Kauri-Copal (Nuova Zelanda), Manila Copal (Filippine).

## Caratteristiche

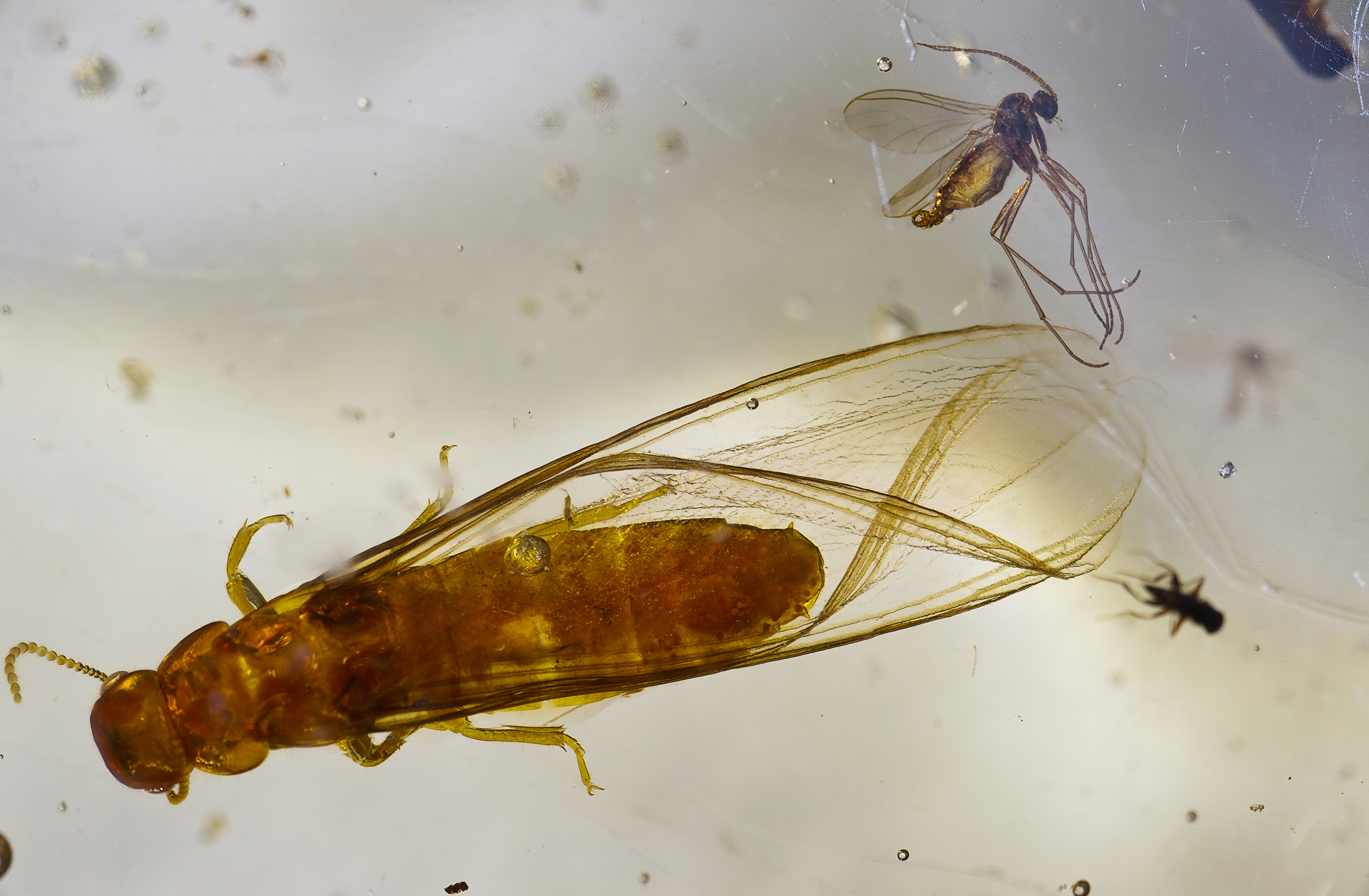
Imenotteri conservati entro copale malgascio

Il copale è simile all'ambra, ma molto più giovane, avendo appena iniziato il processo di trasformazione chimico-fisica (amberizzazione) che la trasformerà in ambra. È facilmente distinguibile da questa per il suo aspetto opaco e lattiginoso e per la grande quantità di insetti perfettamente conservati e altri animaletti che vi sono inclusi.
A differenza dell'ambra, il copale è molto più tenero e solubile in sostanze come etere o benzina. È persino possibile scioglierlo completamente e recuperarne gli inclusi.

## Caratteristiche chimico fisiche
- Sistema cristallino: amorfo[1]
- Durezza (secondo la scala di Mohs: 2-2,25[1]
- Densità: 1,06-1,10 g/cm³[1]
- Sfaldatura: assente[1]
- Frattura: concoide[1]
- Colore: giallo, bruno-rossastro[1]
- Colore della polvere/striscio: bianco[1]
- Lucentezza: resinosa[1]
- Fluorescenza: bianco-azzurro[1]

## Origine
Il copale si trova e viene estratto in diverse parti del mondo: Sierra Leone, Benin, Camerun, Congo, Angola, Zanzibar, Mozambico, Madagascar, Messico, Colombia, Brasile, Filippine e Nuova Zelanda.
Viene prodotto da diverse specie di latifoglie e raramente anche di conifere.
Il copale del Madagascar viene prodotto da una leguminosa tuttora vivente sull'isola, Hymenaea verrucosa (copalier).
Il copale del Sud America viene prodotto da diverse Burseraceae: il copale oro del Brasile prodotto da Icica icicariba, il copale nero da Bursera microphylla e Bursera graveolens, il copale bianco da Protium crassipetalum, il copale della Colombia è prodotto nel Dipartimento di Santander da un'altra leguminosa.
Il copale delle Filippine e della Nuova Zelanda viene invece prodotto da una conifera della famiglia delle Araucariaceae: Agathis dammara (chiamata localmente Kauri).

## Età
Da test di datazione eseguiti dal professor Poinar negli Stati Uniti sembra che il copale del Madagascar abbia soli 50 anni, mentre il copale della Colombia circa un secolo. Tuttavia, insetti in copale sono stati descritti già all'inizio del XIX secolo e il copale è noto sin dall'antichità, perciò si tratta di una resina almeno olocenica, se non pleistocenica.

## Il taglio
Il copale viene tagliato a sferette, cilindri, cabochon usati per collane, bracciali e orecchini.